# Lonicera lanata
Lonicera lanata är en kaprifolväxtart som beskrevs av Antonina Ivanovna Pojarkova. Lonicera lanata ingår i släktet tryar, och familjen kaprifolväxter. Inga underarter finns listade i Catalogue of Life.